# هانس أينشتاين
هانس أينشتاين (بالألمانية: Hans Einstein)‏ هو طبيب ألماني، ولد في 3 فبراير 1923 في برلين في ألمانيا، وتوفي في 11 أغسطس 2012.